# Szei Sónagon
Szei Sónagon (japánul: 清少納言, Hepburn-átírással: Sei Shōnagon) (965 – 1010 körül) japán udvarhölgy, író. Teisi császárnét szolgálta az 1000 körüli években. A Párnakönyv (Makura no szósi) szerzőjeként ismert.
Az arisztokraták között akkoriban szokás volt az udvarhölgyeket (njóbó) egy olyan összetett névvel illetni, ami a családnevükből és egy bizonyos udvari hivatalból volt véve, amely a sajátjuk vagy rokonaik hivatala. A „Szei” a Kijohara-ház nevéből származik, a „Sónagon” kormányzati titulus. Nem tudni, mely rokonai töltötték be a sónagon („altanácsos”) pozíciót. Valódi neve ismeretlen. A kérdés foglalkoztatta a történészeket is, a legvalószínűbb névnek a Kijohara Nagiko tűnik.
Élete majdnem ismeretlen, kivéve, amit írásaival elmond nekünk. Kijohara no Motoszuke lánya volt, a tudós és hírneves vaka-költőé. Nagyapja, Kijohara no Fukajabu szintén híres vakaköltőként ismert. Ők az udvar középső rangú emberei voltak, de sohasem kaptak biztos javadalmazással járó hivatalt.
Ahogy tudjuk, Szei Sónagon egyszer házasodott, és legalább egy leánya született. Amikor Teisi császárné – Icsidzsó császár felesége – szolgálatába állt, feltehetően már elvált volt. Személye hamar elbájolta a fiatal és szép császárnét, aki kamasz volt, mikor először találkoztak.
Sónagon Párnakönyv című művével vívta ki hírnevét. Pletykák, versek, megfigyelések, panaszok és mindenféle érdekes észrevételek gyűjteménye, amik az udvarban töltött évei alatt hatottak rá a Heian-kor derekán. A Párnakönyv-ben Sónagon leírja Teisi császárné gondjait apja halála után, amikor a későbbi régens, Fudzsivara no Micsinaga lányai egyikét adta hozzá Icsidzsó császárhoz következő feleségként. Tűzvész kockázatától tartva a császári család a Nagypalotán kívül élt, Teisi császárné Csúgúsikije – a császárné kiszolgáló hivatala – egyik részében. Szei Sónagon könnyedén említi nagy támogatója halálát, és nem utal arra, hogy ez csapás lett volna számára, mert ez nem számított illendőnek. Elegáns és vidám hangulatú írásai teljességében festik le a fiatal császárné udvarát.
Részleteket nem ismerünk Sónagon életéről a Teisi császárné utáni időkből (11. század), aki 1000-ben halt meg szülés közben, noha a Párnakönyvről valószínűsíthető, hogy valamikor 1001 és 1010 között készült. Egy legenda szerint Szei Sónagon életének utolsó évei szegénységben teltek, de ezt valószínűleg azok terjesztették, akik szabados szerelmi viszonyait helytelenítették.
Szintén ismert rivalizálása kortársával, Muraszaki Sikibuval, a Gendzsi szerelmei szerzőjével, aki Sósi császárnét, Icsidzsó császár második feleségét szolgálta.

## Magyarul
- Párnakönyv; ford. Philipp Berta; in: Párnakönyv. Japán irodalmi naplók a X-Xl. századból; Európa, Bp., 1966
- Mayer Ingrid: Japán világirodalmi klasszikusok? (Bevezetés a Párnakönyvbe); in: 1749.hu, 2020. 06. 02.; https://1749.hu/fuggo/essze/japan-vilagirodalmi-klasszikusok.html
- Szei sónagon: Párnakönyv (részlet); in: 1749.hu, 2022. 05. 04.; https://1749.hu/szepirodalom/proza/parnakonyv-reszlet-1.html
- Szei sónagon: Párnakönyv (részlet); in: 1749.hu, 2020. 06. 02.; https://1749.hu/szepirodalom/proza/parnakonyv-reszlet.html
- Szei sónagon: Párnakönyv (részletek); in: 1749.hu, 2022. 07. 06.; https://1749.hu/szepirodalom/proza/szei-sonagon-parnakonyv-reszletek.html
- Mayer Ingrid: Párnakönyv (részletek, jegyzetekkel és tanulmánnyal); in: Orpheus Noster, XIII. évf. 2021/4.; https://btk.kre.hu/images/on/2021/4/on_2021_4_mayer.pdf